# Ko Phuket

Klimadiagramm Phuket

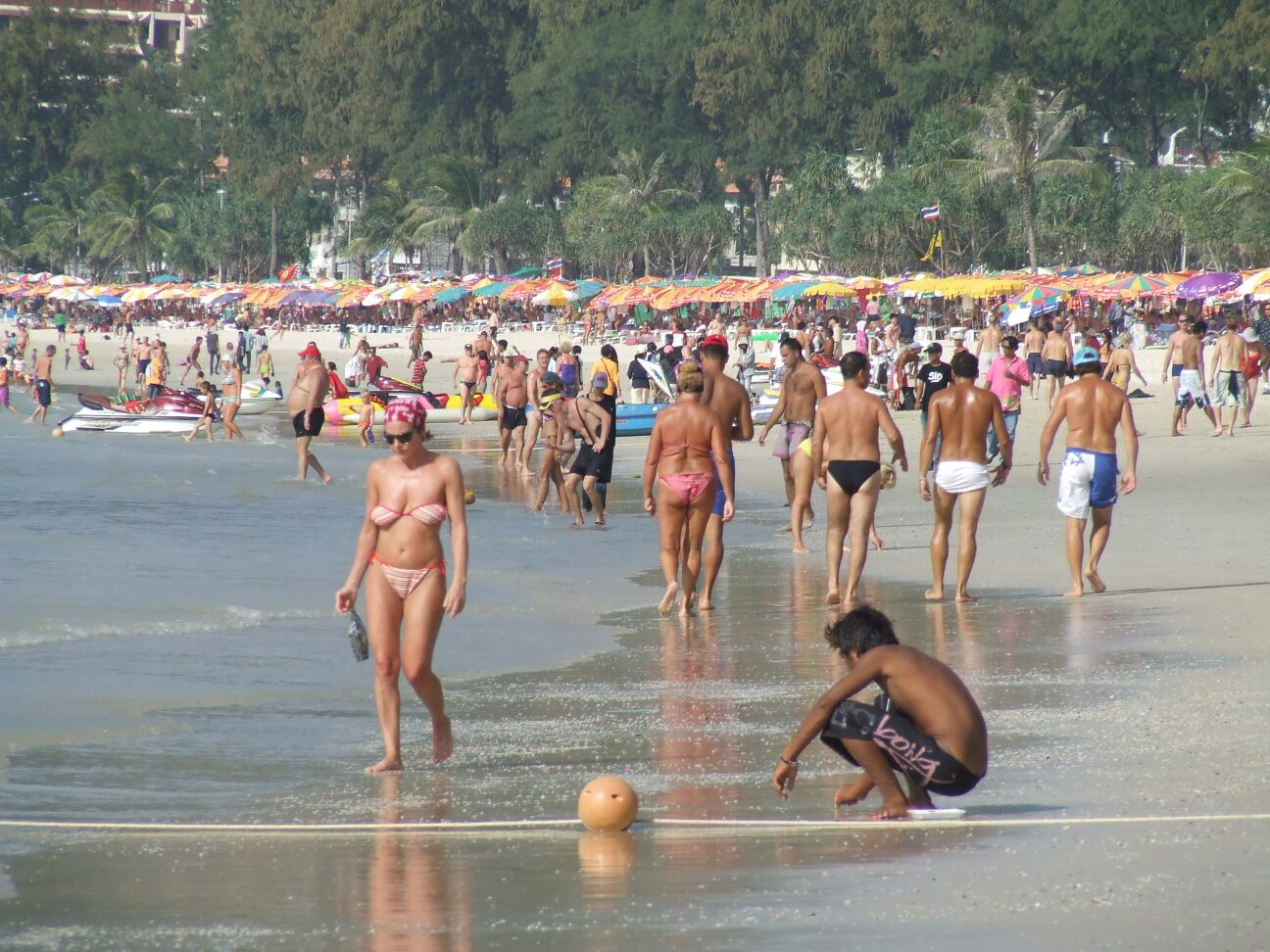
Strand der Touristenhochburg Patong an der Westküste von Phuket

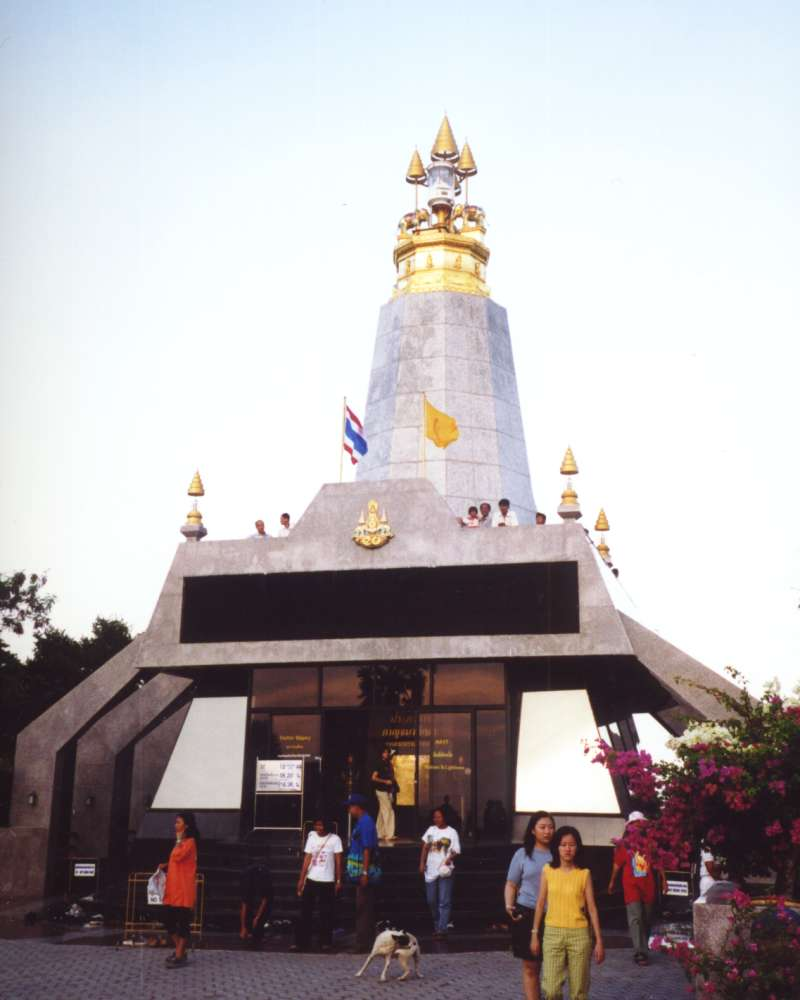
Kanchanaphisek-Leuchtturm am Phromthep Kap, Phuket, Thailand

Ko Phuket (thailändisch เกาะภูเก็ต, ausgesprochen [kɔ̀ʔ pʰuːkèt], früher auch Thalang oder Tha-Laang) ist eine Insel in Süd-Thailand. Sie bildet zusammen mit kleineren Nebeninseln die Provinz Phuket mit der gleichnamigen Hauptstadt Phuket.

## Geographie
Die Insel Phuket liegt in der Andamanensee im Süden von Thailand. Mit einer Länge von etwa 50 km und einer Breite von etwa 22 km ist sie etwa 543 km² groß und damit Thailands größte Insel. Sie besitzt als einzige Insel den Status einer Provinz (Changwat).
Die Insel ist durch eine schmale Wasserstraße vom Festland getrennt: Captain James Forrest berichtete 1784 von einem schmalen Isthmus, etwa eine Meile lang und eine halbe Meile breit, der nur bei Flut von etwa zehn Fuß Wasser bedeckt war.
Durch die Sarasin-Brücke ist Phuket mit dem Festland verbunden.
An der Westküste gibt es zahlreiche Sandstrände, von denen einer, der Patong-Strand, nach Aufzeichnungen von Captain Alexander Hamilton noch Anfang des 18. Jahrhunderts einen vorzüglichen Schutzhafen für Segelschiffe bei Nordost-Monsun bot.
Heute ankern dort zeitweise Kreuzfahrtschiffe. Phuket besitzt auch einen Tiefseehafen in dem z. B. auch Kreuzfahrtschiffe anlegen.
Heute sind viele Strände das Ziel touristischer Pauschalurlauber aus der ganzen Welt.
Das Innere der Insel war früher von dichtem Dschungel bedeckt, in dem eine vielfältige Fauna beheimatet war. Der dänische Biologe Dr. Koenig berichtet 1779, dass er auf seinen „Botanisier-Ausflügen“ schon mal vor wilden Elefanten Reißaus nehmen musste und Tiger die Lebendvorräte an Ziegen seines Lagers dezimierten. Er berichtete vom Rhinozeros, dessen Horn eine beliebte und teure Handelsware war. Heute gibt es nur noch einige wenige Stellen, an denen ein Dschungel wachsen kann, wie z. B. im Nationalpark an der Nordspitze der Insel. Hauptsächlich jedoch ist die Insel heute mit Kokospalmen bewachsen, es gibt auch einige Kautschuk-Plantagen, Ananas und Bananen werden angebaut.

## Herkunft des Namens
Auf alten Seekarten seit dem 13. Jahrhundert wird die Insel als Junkceylon bezeichnet, wahrscheinlich eine Verballhornung des malaiischen Ujong Salan, welches „Kap Salang“ bedeutet („Junkceylon“ hat nichts mit chinesischen Dschunken oder der Insel Ceylon zu tun). Auf portugiesischen Karten steht die portugiesische Schreibweise Iunsalão, wieder eine andere Schreibweise ist Jonkcelaon.
Die Einheimischen nannten ihre Insel in alten Zeiten Chalang (ฉลาง), später taucht sie auch als Thalang (ถลาง) in siamesischen Dokumenten auf. Die Bezeichnung „Phuket“ (ภูเก็จ) war früher offensichtlich nur der Name des südlichsten Bezirks der Insel, welcher wohl nur zufällig Ähnlichkeit mit dem malaiischen Bukit (Hügel) hat.
Erst gegen Ende des 19. Jahrhunderts änderte sich der Name der Insel von Junkceylon oder Thalang in den heutigen Namen „Phuket“.

## Geschichte und Bevölkerung
Der Legende nach soll bereits der ägyptische Geograph Ptolemäus im 1. Jahrhundert auf Phuket gewesen sein. Nachweisbar wird aber die Insel das erste Mal gegen 1200 in den Kedah-Annalen von Malaysia erwähnt.
Die indigene Bevölkerung der Insel gehört den Völkern der Urak Lawoi, Moken und Moklen an, die als „Seenomaden“ zusammengefasst werden. Die ersten Siedler auf der Insel waren Menschen der Volksgruppe der Mon, die in der Zeit vor Sukhothai aus dem Gebiet des heutigen Myanmar einwanderten. Nach der Übernahme durch Ayutthaya erlaubte König Ekathotsarot hier erstmals den Handel durch Europäer; zunächst errichteten Portugiesen Niederlassungen. Ihr architektonischer Einfluss ist heute noch zu spüren. Durch die reichen Zinnvorräte angelockt, kamen im 19. Jahrhundert Chinesen nach Phuket. Da die Einwanderer größtenteils ledige Männer waren, heirateten sie einheimische Thai-Frauen. Ihre Nachkommen identifizierten sich weder als Chinesen noch als Thai, sondern entwickelten eine eigene ethnische Identität und kulturelle Tradition als Baba (auch Peranakan genannt). Statt als Minenarbeiter betätigten sich viele von ihnen bald als Kaufleute und gründeten die Inselhauptstadt, die schnell zu einer florierenden Handelsstadt wurde. Die Baba haben auch eine eigene Küche, die chinesische und südthailändische Einflüsse vereint. Besonders hervorzuheben sind die Süßspeisen. Bräuche wie das Mondfest und das „vegetarische Fest“ gehen auf dieses Erbe zurück.

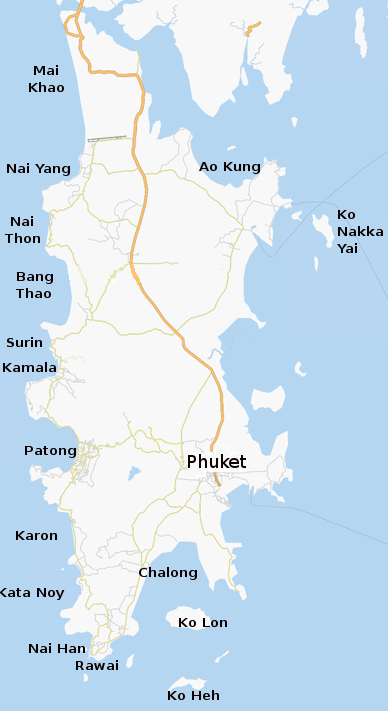
Phuket

Viele Einwohner sind aber auch ethnische Malaien, der islamische Einfluss ist deshalb ebenfalls zu spüren (25 % der Bevölkerung von Phuket sind Muslime). Weitere nennenswerte Bevölkerungsgruppen sind aus Indien eingewanderte Sikhs sowie vor allem in neuerer Zeit Einwanderer aus westlichen Nationen.
1933 wurde Phuket-Stadt zur Provinzhauptstadt erklärt.
Am 26. Dezember 2004 wurde Phuket von einem Tsunami mit großer Zerstörungskraft heimgesucht, der in der ganzen Region viele Todesopfer forderte. Der Ursprung war ein starkes Seebeben im Indischen Ozean vor der Nordwestküste Sumatras. Im Bereich vom Kata und Karon und südlich davon sind im Mai 2005 nur noch wenige Auswirkungen des Tsunami zu erkennen, und auch an den anderen Stränden sind seit der Wintersaison 2005/2006 kaum mehr Spuren der Katastrophe vorhanden.
Eine Mehrzahl der Thais, die in den touristischen Zentren der Insel arbeiten, ist nicht auf Phuket heimisch, sondern stammt aus anderen, wirtschaftlich schwächeren Regionen Thailands. Zunehmend migrieren auch Arbeiter aus den noch ärmeren Nachbarländern Myanmar, Laos und Kambodscha hierher. Patong, die Touristenhochburg, ist inzwischen einer der teuersten Orte in ganz Thailand.

## Wirtschaftliche Bedeutung
- Bergbau: früher Zinn und Wolfram (seit 2005 vollständig eingestellt)
- Landwirtschaft: Kopra (Kokosnussfleisch) und Kautschuk-Plantagen
- Fischfang und Perlenzucht
- seit 1980 Massentourismus

## Klima
|                        | Jan  | Feb  | Mär  | Apr  | Mai  | Jun  | Jul  | Aug  | Sep  | Okt  | Nov  | Dez  |   |      |
| Mittl. Temperatur (°C) | 28,8 | 29,5 | 29,5 | 29,9 | 29,4 | 29   | 28,7 | 28,8 | 28,3 | 28   | 28,4 | 28,4 | ⌀ | 28,9 |
| Mittl. Tagesmax. (°C)  | 32,7 | 33,6 | 33,9 | 33,8 | 32,9 | 32,4 | 32,1 | 32   | 31,7 | 31,4 | 31,7 | 31,9 | ⌀ | 32,5 |
| Mittl. Tagesmin. (°C)  | 24,9 | 25,3 | 25,8 | 26,1 | 25,8 | 25,6 | 25,3 | 25,5 | 24,9 | 24,6 | 25   | 24,8 | ⌀ | 25,3 |
|                        |      |      |      |      |      |      |      |      |      |      |      |      |   |      |
| Niederschlag (mm)      | 32   | 19   | 58   | 106  | 216  | 215  | 217  | 230  | 281  | 298  | 149  | 59   | Σ | 1880 |
|                        |      |      |      |      |      |      |      |      |      |      |      |      |   |      |
| Sonnenstunden (h/d)    | 9    | 9    | 9    | 8    | 6    | 5    | 6    | 5    | 5    | 6    | 7    | 8    | ⌀ | 6,9  |
|                        |      |      |      |      |      |      |      |      |      |      |      |      |   |      |
| Regentage (d)          | 6    | 3    | 7    | 12   | 19   | 20   | 20   | 20   | 22   | 25   | 18   | 11   | Σ | 183  |
|                        |      |      |      |      |      |      |      |      |      |      |      |      |   |      |
| Wassertemperatur (°C)  | 21,1 | 22,1 | 23,2 | 24,4 | 24,8 | 24,3 | 22,3 | 21,3 | 20,8 | 21,1 | 20,9 | 20,9 | ⌀ | 22,3 |
|                        |      |      |      |      |      |      |      |      |      |      |      |      |   |      |
| Luftfeuchtigkeit (%)   | 77   | 76   | 76   | 77   | 77   | 78   | 77   | 77   | 78   | 78   | 78   | 79   | ⌀ | 77,3 |

| 24,9 |

| 25,3 |

| 25,8 |

| 26,1 |

| 25,8 |

| 25,6 |

| 25,3 |

| 25,5 |

| 24,9 |

| 24,6 |

| 25 |

| 24,8 |

| 24,9 |

| 25,3 |

| 25,8 |

| 26,1 |

| 25,8 |

| 25,6 |

| 25,3 |

| 25,5 |

| 24,9 |

| 24,6 |

| 25 |

| 24,8 |

## Flughafen
Phuket hat einen internationalen Flughafen, der 32 km von der Hauptstadt entfernt im nördlichen Teil der Insel im Distrikt Thalang liegt. Er ist inzwischen der Flughafen mit den drittmeisten Passagieren in Thailand. 2016 wurde ein Terminal für internationale Flüge eröffnet, was die Kapazität des Flughafens signifikant erhöhte. Das bisherige Terminal wird seitdem für nationale Flüge eingesetzt.

## Regelmäßige Veranstaltungen

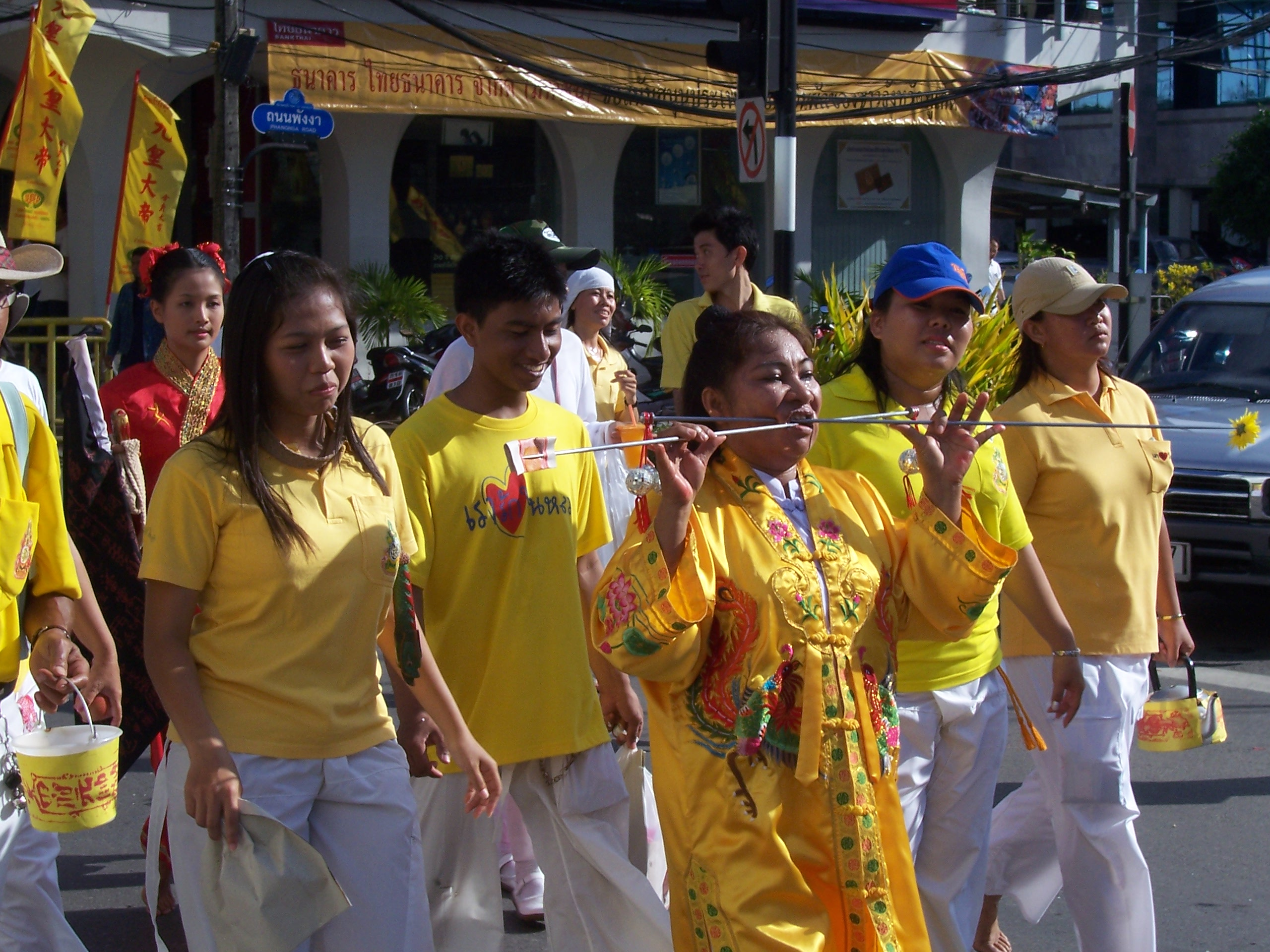
Prozession zum Thesakan Kin Che in Phuket; eine Teilnehmerin durchsticht ihre Wangen

Der 1994 von IMG, dem weltweit größten Sportvermarkter, auf Phuket initiierte Triathlon zählt zu den traditionsreichsten und bedeutendsten Triathlonveranstaltungen Asiens und findet alljährlich Ende November bzw. Anfang Dezember als Challenge Laguna Phuket Tri Fest statt.
Im späten September oder Oktober jeden Jahres wird auf Phuket das neuntägige Fest der neun Kaisergötter, allgemein bekannt als „vegetarisches Fest“ (Thesakan Kin Che), gefeiert. Seine für Außenstehende auffälligsten Merkmale sind der Verzicht auf tierische Lebensmittel sowie Prozessionen mit Menschen, die sich als Geistermedien in Trance versetzen und zum Beweis ihrer vermeintlichen Unverwundbarkeit selbst kasteien, beispielsweise indem sie ihre Wangen mit spitzen Gegenständen durchstechen.
Außerdem wird hier das Trash TV-Format Kampf der Realitystars gedreht.

## Sehenswürdigkeiten

Wat Chalong

- Put Yaw, 200 Jahre alter Tempel chinesischer Einwanderer in Phuket City
- Wat Chalong, buddhistischer Tempel (Wat) im Südwesten der Insel. Sein ehemaliger Abt (Luang Pho Chaem) wird heute noch sehr verehrt. Hierzu reisen täglich hunderte von Touristen aus Thailand, China, Taiwan usw. an.
- Laem Phrompthep, die südlichste Spitze (Kap) der Insel mit Sicht auf das Meer und vorgelagerte kleinen Inseln, Treffpunkt (nicht nur) thailändischer Touristen zur Beobachtung des Sonnenuntergangs
- 3 Bay View Point, im Süden von Kata an der Strandtrasse Richtung Laem Phrompthep gelegen, „Postkarten-Aussicht“ auf die drei Strände von Kata Yai, Kata Noi und Karon
- Ko Raya Archipel, zwei kleine Inseln, etwa 45 Bootsminuten von der Chalong Bay entfernt.
- Big Buddha, eine große Buddha-Statue auf den Nakkerd Hills mit Blick auf Phuket City, Kata, Karon und Chalong
- Sirinat Nationalpark, im Norden der Insel findet man hier noch etwas Dschungel.
- Strände: Nai Thon Beach, Kamala Beach, Patong Beach, Karon Beach, Kata Yai Beach.

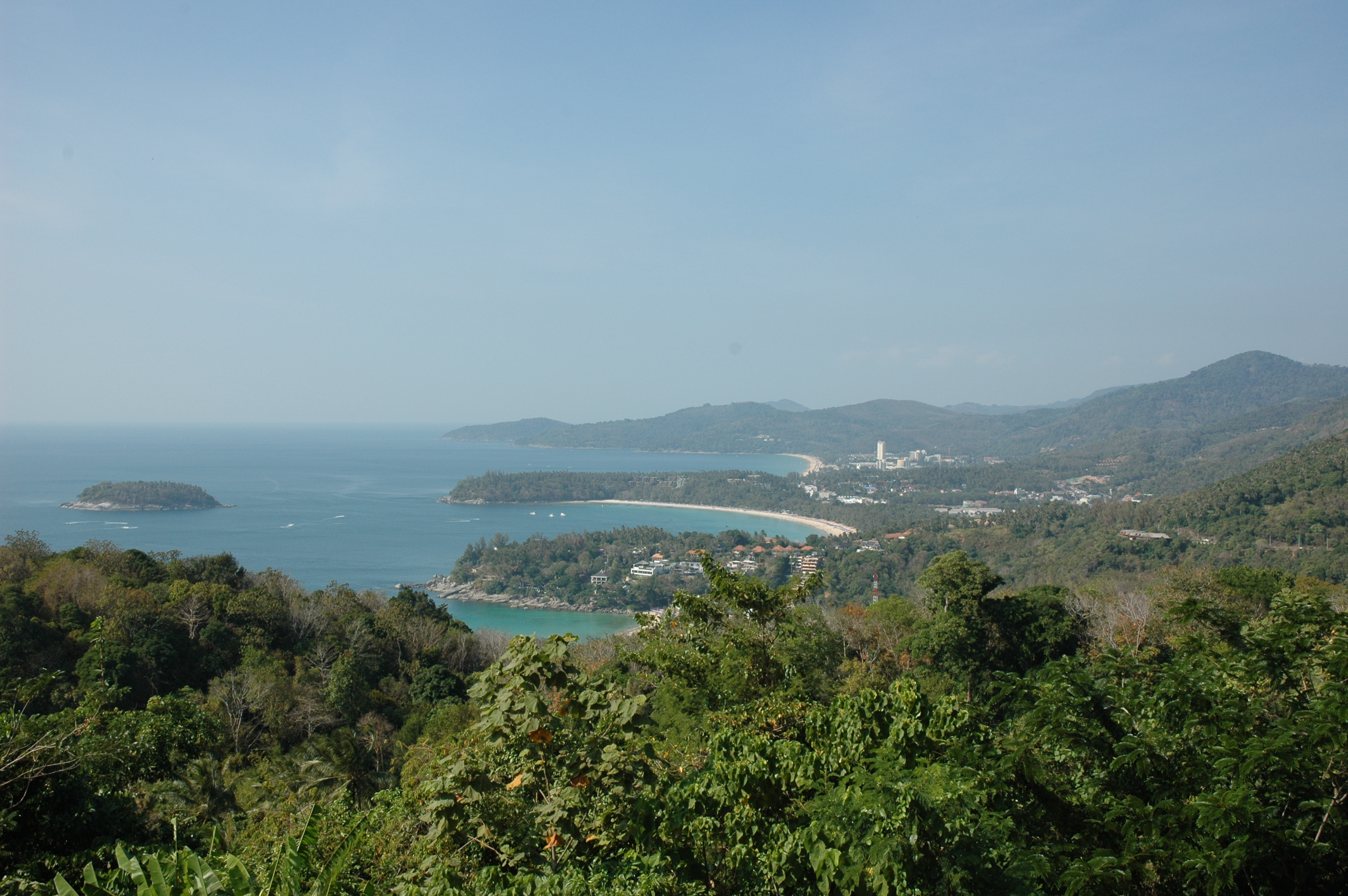
Viewpoint mit den Stränden Kata Noi Beach, Kata Beach und Karon Beach (von unten nach oben)